# Rhytidoponera wilsoni
Rhytidoponera wilsoni är en myrart som beskrevs av Brown 1958. Rhytidoponera wilsoni ingår i släktet Rhytidoponera och familjen myror. Inga underarter finns listade i Catalogue of Life.